# Ashwell
Ashwell falu Nagy-Britanniában, Angliában, Hertfordshire megyében. Stevenage-től északra helyezkedik el. Lakosainak száma 1600 körül van.
A középkorban a falu egyike volt Hertfordshire 5 körzetének, és a Rhee folyó mellett növő kőrisfákról kapta a nevét. A 13. században épült templom 176 láb magas tornya a legmagasabb az egész megyében. A templom belsejében vésések találhatók a falon, amit a fekete halált túlélők véstek bele a falba 1349-ben. A falu régi házai igen jó állapotban maradtak meg. A település történetét az 1927-ben alapított Aswell Múzeum mutatja be.

## Fordítás
Ez a szócikk részben vagy egészben  az   Ashwell, Hertfordshire című angol Wikipédia-szócikk ezen változatának fordításán alapul.  Az eredeti cikk szerkesztőit annak laptörténete sorolja fel. Ez a jelzés csupán a megfogalmazás eredetét és a szerzői jogokat jelzi, nem szolgál a cikkben szereplő információk forrásmegjelöléseként.